# 尼勒克种蜂场
尼勒克种蜂场，是中华人民共和国新疆维吾尔自治区伊犁哈萨克自治州尼勒克县下辖的一个乡镇级行政单位。

## 行政区划
尼勒克种蜂场下辖以下地区：
农业队、蜂业队、牧业队和阿克图别克村。